# Marian Gold
Marian Gold, artiestennaam van Hartwig Schierbaum (Herford, 26 mei 1954), is de leadzanger van de Duitse popgroep Alphaville, bekend van onder andere Forever Young, Big in Japan en Sounds like a melody. Vanaf de jaren negentig werkte Gold als solomuzikant. In 1992 verscheen zijn soloalbum So Long, Celeste, in 1996 gevolgd door United, een album dat werd geproduceerd door Rupert Hine.

## Discografie

### Soloalbums
- 1992: So Long Celeste
- 1996: United

### Singles
- 1992: And I Wonder
- 1993: One Step Behind You
- 1994: Today (promo)
- 1996: Feathers and Tar (promo)